# Bisdom Caraguatatuba
Het bisdom Caraguatatuba (Latijn: Dioecesis Caraguatatubensis) is een rooms-katholiek bisdom met als zetel Caraguatatuba, in Brazilië. Het bisdom is suffragaan aan het aartsbisdom Aparecida.

## Geschiedenis
Het bisdom werd opgericht op 3 maart 1999, uit delen van het bisdom Santos, en was suffragaan aan het aartsbisdom São Paulo. Op 26 januari 2001 wisselde het van kerkprovincie en werd het suffragaan aan het aartsbisdom Aparecida.

## Parochies
Het bisdom had in 2021 een oppervlakte van 1.949 km2 en telde 344.000 inwoners waarvan 59,2% rooms-katholiek was.

## Bisschoppen
- Fernando Mason (3 maart 1999 - 25 mei 2005)
- Antônio Carlos Altieri (26 juli 2006 - 11 juli 2012)
- José Carlos Chacorowski (19 juni 2013 - heden)

Aparecida (aartsbisdom) · Caraguatatuba · Lorena · São José dos Campos · Taubaté